# Gala Dalí

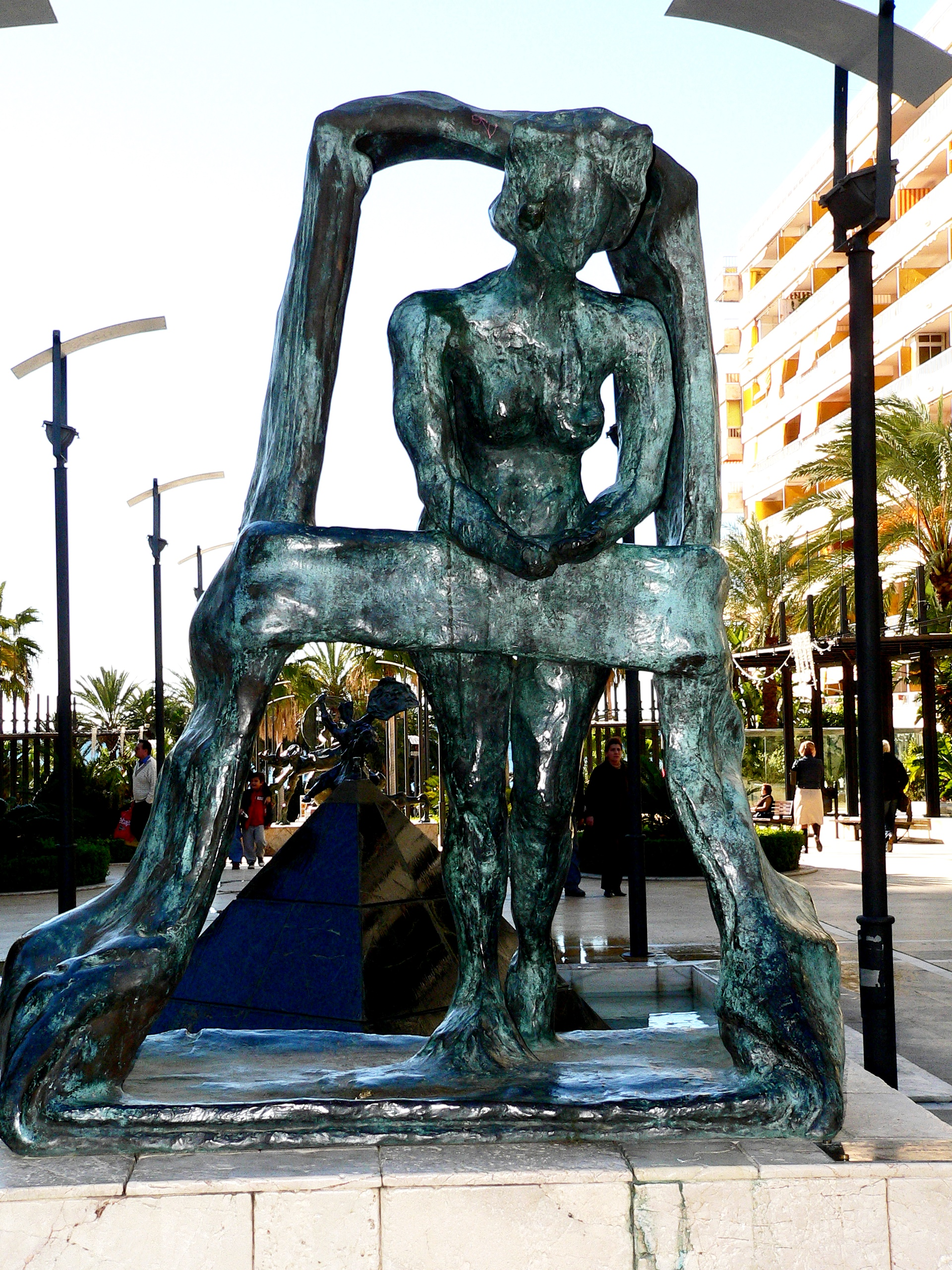

Gala Dalí, egentligen Helena Dmitrievna Deluvina Diakonova, född 7 september (26 augusti enl. g.s.) 1894 i Kazan i Tatarstan i Kejsardömet Ryssland, död 10 juni 1982 i Portlligat i Katalonien. 
Hennes far dog när hon var ung och modern gifte om sig med en advokat; när hon var 17 år flyttade familjen till Moskva. 1912 skickades hon till Schweiz för att få bukt med sin tuberkulos. Här fick hon smeknamnet Gala av Paul Éluard som hon sedan gifte sig med 1917. Året därpå föddes dottern Cecile.
1929 besökte hon och maken Cadaqués, där hon träffade Salvador Dalí. Hon gifte sig sedan med Dalí den 30 januari 1934.
Hon var en stor inspiration för såväl Dalí som andra surrealistiska konstnärer som exempelvis Max Ernst.